# Parasolymus sjostedti
Parasolymus sjostedti är en skalbaggsart som beskrevs av Stefan von Breuning 1934. Parasolymus sjostedti ingår i släktet Parasolymus och familjen långhorningar. Inga underarter finns listade i Catalogue of Life.